# Òwix
Òwix es un grupo de música español de estilo folk rock con origen en la localidad alicantina de Callosa de Ensarriá.

## Historia
El recorrido de Òwix empieza en 1994, cuando obtienen el primer premio en el concurso Tirant de Rock, organizado por la asociación pancatalanista Acció Cultural del País Valencià en San Vicente del Raspeig. Destacan con una versión de la canción popular La manta al coll. Además, como parte del galardón, editan un disco compartido los grupos ganadores del concurso, denominado Tirant de Rock: Òwix, Obrint Pas, Anselmos y The Jam Ones.
Su primer disco, La senda del cielo, fue grabado en Benidorm en 1995, en los estudios Hollywood. Lo editaron en formato analógico de 24 pistas Studer, a cargo del Ayuntamiento de Callosa de Ensarriá y producido por Ovidio López. En la presentación del disco participaron Vicent Torrent (Al Tall) i Lluís el Sifoner. En el concierto de Valencia del 9 de octubre de 1995, Owix comparte cartel con Ovidi Montllor, Al Tall, Carraixet, Paco Muñoz, Urbalia Rurana, Dropo y Lluís Miquel.
La segunda etapa de Òwix comienza en 2000, cuando Ximo Guardiola i Pere Samblas permanecen en la formación y se añaden Eugènia Saval y Tòfol Pla. El año siguiente editan el segundo disco, Al País Valencià (Vaso Music 2001) y se presenta por los principales festivales en catalán del momento: Acampada Jove en Arbucias, el Senglar Rock de Montblanc y las fiestas del Barrio de Gràcia de Barcelona. En 2002 entra en el grupo la voz y viola de Antonella Llorens.
El tercer disco, Bullirà el mar, sale al mercado en 2006 y se presenta en directo en Nou Ràdio, en el programa "Alta Fidelitat" de Amàlia Garrigós. Por entonces el grupo ya cuenta con las nuevas incorporaciones de Sam Sanchis, Mariquita Soler, Inma Ortuño, Oscar Guiu y Albert Saval, así como con la colaboración de Miquel Gil. La presentación en Callosa d'en Sarrià estuvo en la sala "la Aixarà". Hervirá el mar es un disco homenaje a la canción, donde destaca la versión de "la Estaca" de Llach y "Estimo Ovidi" dedicada a Ovidi Montllor.
De la mano de Capicua Produccions, en 2009 se edita el CD+DVD Òwix 15 anys, dos horas de concierto en directo en el Palau Altea, más un documental. A finales de 2013 se presenta TriologiOWIX, tres conciertos en directo con tres estilos diferentes.

## Documentales
La música de Òwix aparece en varios documentales y cortometrajes, como la canción “Història de Joglars”, que aparece en "Mur Viu" de Samuel Sebastián o "Rere les passes del Rei", de Eduard Torres. También han servido de banda sonora a diferentes documentales de Eduard Torres como "Rere les passes del Rei", "El xiquets no volen la guerra", "Parlem del 3 d'abril" y "Hospital Sueco Noruec" (del pintor Antoni Miró). El videoclip "Callosa S.O.S" fue filmado en super 8mm por el realizador Marc Martí (Kitsch).

## Discografía
- La senda del cielo (Hollywood, 1994)
- En el País Valenciano (Vaso Music, 2002)
- Hervirá el mar (El corral del burro, 2006)[16]
- Owix 15 años (Capicua, 2009) DVD + CD
- TrilogiOWIX Incluye: Òwix en acústico en el Palau Altea, Òwix-rock a la Taska la Albarda de Polop y Òwix con la Banda Primitiva de Callosa d'en Sarrià en el Palau Altea.